# Поликарпов И-1
Поликарпов И-1 (рус. Поликарпов И-1) је ловачки авион направљен у СССР-у. Авион је први пут полетео 1923. године.

Размах крила је био 10,80 метара а дужина 7,32 метара. Маса празног авиона је износила 1112 килограма а нормална полетна маса 1510 килограма. Био је наоружан са два митраљеза калибра 7,62 mm.

## Наоружање
| Наоружање авиона: Поликарпов И-1 |      |
| Ватрено (стрељачко) наоружање    |      |
| Топ                              |      |
| Митраљез                         |      |
| Број и ознака митраљеза          | 2    |
| Калибар                          | 7,62 |
| Бомбардерско наоружање (бомбе)   |      |
| Ракетно наоружање (ракете)       |      |